# Camille Billops
Camille Josephine Billops (12 août 1933 - 1er juin 2019) est une sculptrice, cinéaste, archiviste, graveuse afro-américaine.

## Biographie

### Jeunesse et formation
Camille Billops est née à Los Angeles, en Californie, d'Alma Gilmore, couturière originaire de Caroline du Sud, et Luscious Billops, cuisinier originaire du Texas. Ses parents travaillent pour une famille de Beverly Hills, ce qui leur permet de lui donner une éducation secondaire privée dans une école catholique,,,.
Camille Billops est diplômée en 1960 du Los Angeles State College, où elle s'est spécialisée en éducation des enfants handicapés physiques. Elle obtient une licence en arts à l'université d'état de Californie et un master en beaux-arts au City College of New York en 1975.

### Carrière

#### Arts visuels
La sculpture constitue le principal medium d'arts visuels de Camille Billops. Ses œuvres font partie des collections permanentes du Jersey City Museum et du Museum of Drawers, à Berne, en Suisse. Sa première exposition a eu lieu à la galerie Akhenaton, où elle expose des pots en céramique et des sculptures. Elle expérimente la photographie, la gravure et la peinture. Elle est une amie de longue date du maître graveur Robert Blackburn (en), avec qui elle ouvre le premier atelier de gravure à Assilah, au Maroc en 1978.

#### Cinéma
En 1982, Camille Billops commence sa carrière de cinéaste avec Suzanne, Suzanne, un film sur sa nièce et son rétablissement d'une dépendance à l'héroïne. Elle dirige ensuite cinq autres films, dont Finding Christa en 1991, une œuvre  autobiographique qui a remporté le Grand Prix du jury pour les documentaires au Festival du film de Sundance en 1992.
Ses autres films incluent Older Women and Love en 1987, The KKK Boutique en 1994, Take Your Bags en 1998 et A String of Pearls en 2002. Camille Billops produit tous ses films avec son mari James V. Hatch et leur société de production Mom and Pop Productions.
Les projets cinématographiques de Camille Billops s'inspirent de la vie des membres de sa famille, qu'elle fait collaborer. Suzanne, Suzanne étudie les relations entre sa sœur Billie et sa fille Suzanne. Finding Christa retrace la rencontre entre elle-même et sa fille qu'elle avait fait adopter quand elle avait quatre ans. Older Women and Love est basé sur une histoire d'amour de la tante de Camille Billops.

### Collection Hatch-Billops
En 1968, face au manque de publications sur l'art et la culture afro-américains, Camille Billops et James Hatch collectent des milliers de livres et autres imprimés, plus de 1 200 interviews et les textes de près de 1 000 pièces de théâtre,. La collection est conservée en grande partie dans les archives Camille Billops et James V. Hatch de la bibliothèque de manuscrits, archives et livres rares Stuart A. Rose de l’Université Emory.
En 1981, Camille Billops et James Hatch publient un magazine annuel intitulé Artist and Influence : The Journal of Black American Cultural History, qui présentent des entrevues avec des artistes américains marginalisés. Plus de quatre cents interviews ont été enregistrées. La revue Artist and Influence fait également partie du fonds de l'université Emory.

### Collaboration
Camille Billops collabore avec le photographe James Van Der Zee et le poète, érudit et dramaturge Owen Dodson dans The Book of the Dead de Harlem, publié en 1978 avec une introduction de Toni Morrison. Camille Billops joue dans la pièce de théâtre America Hurray avec son mari, James Hatch. Camille Billops publie The Art of Remembering avec James Hatch.

## Prix et distinctions
- 1963 : Bourse de la Fondation Huntington Hardford[17]
- 1975 : Bourse MacDowell Colony
- 1975-1976 : Prix de l'Année internationale de la femme
- 1992 : Festival du film de Sundance, grand prix du jury des documentaires pour Finding Christa
- 1994 : prix James VanDerZee, atelier graphique de Brandywine

## Filmographie
- 1982 : Suzanne, Suzanne (Court métrage documentaire) - Réalisatrice
- 1987 : Older Women and Love (Court métrage documentaire) - Réalisatrice
- 1991 : Finding Christa (Documentaire) - Réalisatrice, productrice, scénariste
- 1994 : The KKK Boutique Ain’t Just Rednecks - Directrice
- 1998 : Take Your Bags  (court) - Réalisatrice
- 2002 : A String of Pearls (Documentaire) - Réalisatrice, productrice
- 2009 : And That's the Way It Is (court) - Directrice de production

## Expositions
- 2019 : Georgia Museum of Art de l'Université de Géorgie, Atlanta, Géorgie[18].
- 2016 : Still Raising Hell: The Art, Activism, and Archives of Camille Billops and James V. Hatch, Atlanta, Georgia[19].
- 1997 :  Inside the Minstrel Mask, Noel Fine Art Acquisitions, Charlotte, Caroline du Nord[20]
- 1991 : Black Filmmakers Hall of Fame, Oakland, Californie
- 1990 : Clark College, Atlanta, Géorgie
- 1986 : Galerie Calkins, Université Hofstra, Hempstead, New York
- 1983 : Centre américain, Karachi, Pakistan; Bibliothèque Pescadores Hsien, Makung, République de Chine
- 1980 : Buchandlung Welt, Hambourg, Allemagne
- 1997 : Université Rutgers, Newark, New Jersey
- 1973 : Maison d'artiste d'Ornette Coleman, New York, New York
- 1965 : Galerie Akhenaton, Le Caire, Égypte